# Davey Johnson
David Allen Johnson (ur. 30 stycznia 1943) – amerykański baseballista, który występował na pozycji drugobazowego, menadżer klubów MLB.

## Kariera zawodnicza
Johnson studiował na Texas A&M University, gdzie w 1962 grał na pozycji łącznika w drużynie uniwersyteckiej Texas A&M Aggies. Po roku gry w NCAA, w czerwcu 1962 podpisał kontrakt jako wolny agent z Baltimore Orioles i początkowo grał w klubach farmerskich tego zespołu, między innymi w Rochester Red Wings, reprezentującym poziom Triple-A. W MLB zadebiutował 13 kwietnia 1965 w meczu przeciwko Chicago White Sox. W 1966 zagrał we wszystkich meczach World Series, w których Orioles pokonali Los Angeles Dodgers 4–0.
W 1967 po raz pierwszy wystąpił w Meczu Gwiazd, zaś rok później po raz pierwszy zdobył Złotą Rękawicę. W sezonie 1970 zdobył drugi tytuł mistrzowski World Series, w których uzyskał średnią 0,313. W listopadzie 1972 w ramach wymiany zawodników przeszedł do Atlanta Braves. W kwietniu 1975 po jednym podejściu do odbicia w meczu z Houston Astros, podpisał kontrakt z Yomiuri Giants z Central League. W ciągu dwóch lat występów w Japonii zaliczył 199 występów, średnią 0,241 i zdobył 39 home runów.
W lutym 1977 został zawodnikiem Philadelphia Phillies, zaś w sierpniu 1978 Chicago Cubs, w którym zakończył karierę zawodniczą. Po raz ostatni zagrał 30 września 1978 w meczu przeciwko New York Mets.

## Kariera menedżerska

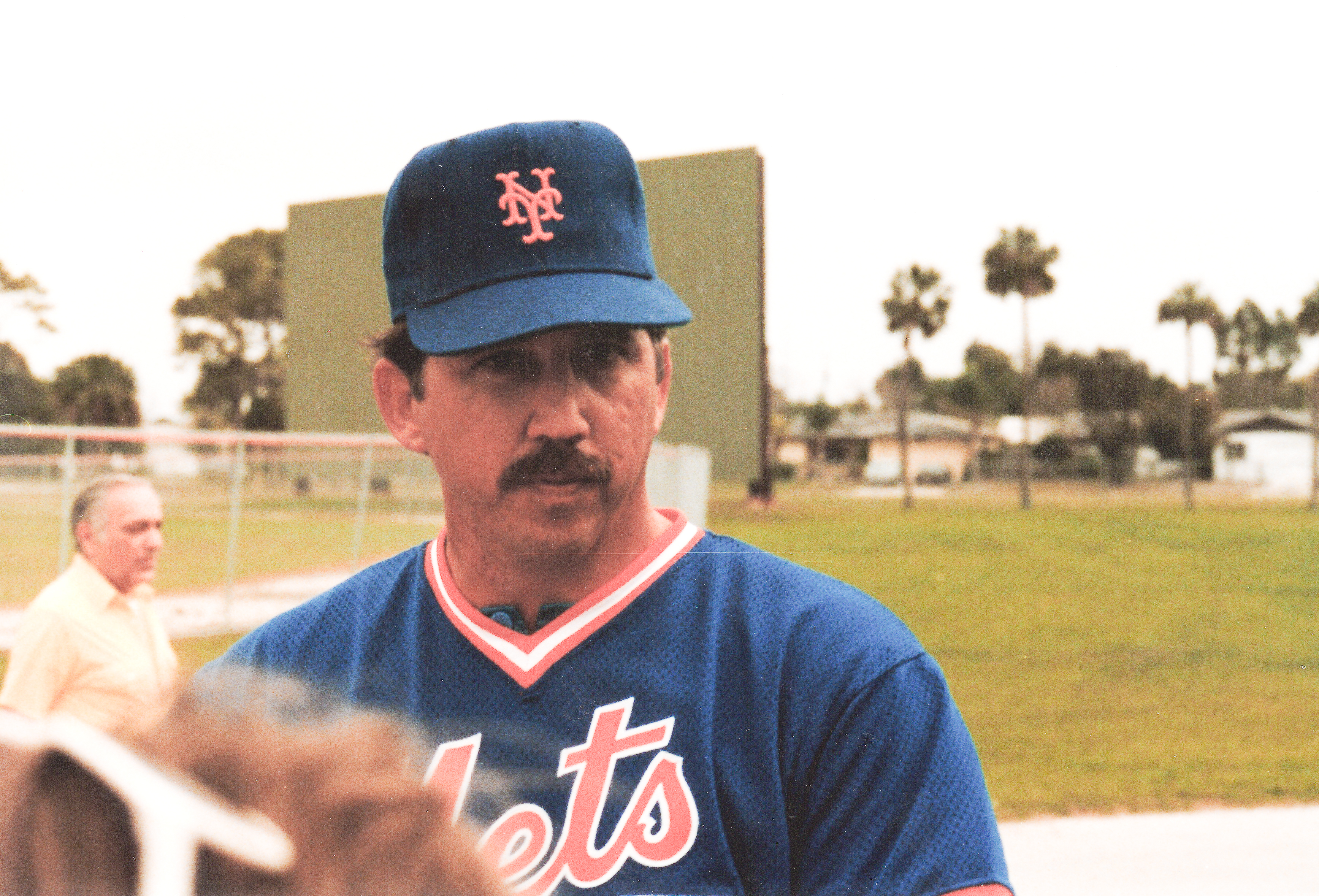
Davey Johnson jako menadżer New York Mets.

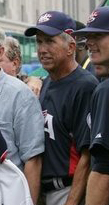
Davey Johnson jako menadżer olimpijskiej reprezentacji USA.

W 1981 został menadżerem zespołu Jackson Mets z Double-A, farmy New York Mets. Następnie, w 1983, prowadził Tidewater Tides z Triple-A, by przed rozpoczęciem sezonu 1984 objąć New York Mets.
W 1986 zespół odniósł najlepszy wynik w historii klubu, odnosząc 108 zwycięstw. Mets awansowali do World Series i byli faworytami do zwycięstwa nad mistrzem American League Boston Red Sox. Mets wygrali serię w siedmiu meczach, mimo iż w meczu numer sześć byli o jeden strike od przegranej w finałach; przy stanie 4–5 dla Red Sox w drugiej połowie 10. zmiany, po niekontrolowanym narzucie miotacza Red Sox Boba Stanleya, a następnie po uderzeniu zapolowego Mets Mookie Wilsona i błędzie przy pierwszej bazie Billa Bucknera, Mets zdobyli dwa runy i zwyciężyli 6–5, doprowadzając do siódmego spotkania, w którym pokonali Red Sox 8–5, ostatecznie wywalczając drugi w historii klubu tytuł mistrzowski. W maju 1990 po uzyskaniu przez Mets bilansu 20–22, Johnson został zwolniony z funkcji menadżera zespołu.
W maju 1993 został menadżerem Cincinnati Reds, zaś w 1996 Baltimore Orioles, z którym dwukrotnie przegrał American League Championship Series. W 1997 Orioles uzyskali najlepszy w lidze bilans 98–64, a Johnson został wybrany najlepszym menadżerem American League, a także wprowadzony do Baltimore Orioles Hall of Fame. W latach 1999–2000 prowadził Los Angeles Dodgers.
W 2003 objął reprezentację Holandii, którą poprowadził do mistrzostwa Europy. Na Igrzyskach Olimpijskich 2008 jako menadżer reprezentacji Stanów Zjednoczonych zdobył brązowy medal. Rok później wraz z kadrą USA wystąpił na turnieju World Baseball Classic. W 2010 został uhonorowany członkostwem w New York Mets Hall of Fame.
W latach 2011–2013 był menadżerem Washington Nationals, którego poprowadził w sezonie 2012 do pierwszego po przeniesieniu siedziby klubu do Waszyngtonu mistrzostwa NL East. W tym samym roku został wybrany najlepszym menadżerem w National League. 30 września 2014 przeszedł na emeryturę.

## Statystyki menadżerskie
| Lata               | Klub                 | Liga               | Mecze | Zwycięstwa | Porażki | Proc. zw. i por. |
| ------------------ | -------------------- | ------------------ | ----- | ---------- | ------- | ---------------- |
| 1984–1990          | New York Mets        | NL                 | 1012  | 595        | 417     | 0,588            |
| 1993–1995          | Cincinnati Reds      | NL                 | 377   | 204        | 172     | 0,543            |
| 1996–1997          | Baltimore Orioles    | AL                 | 325   | 186        | 138     | 0,574            |
| 1999–2000          | Los Angeles Dodgers  | NL                 | 324   | 163        | 161     | 0,586            |
| 2011–2013          | Washington Nationals | NL                 | 407   | 224        | 183     | 0,550            |
| Łącznie w karierze | Łącznie w karierze   | Łącznie w karierze | 2445  | 1372       | 1071    | 0,562            |

## Nagrody i wyróżnienia
| Nagroda/wyróżnienie         | Lata                   | Źródło            |
| 4× All-Star                 | 1968, 1969, 1970, 1973 | [ 2 ]             |
| 3× zwycięzca w World Series | 1966, 1970, 1986       | [ 4 ] [ 5 ] [ 9 ] |
| 3× Gold Glove Award         | 1969, 1970, 1971       | [ 2 ]             |
| 2× NL Manager of the Year   | 1997, 2012             | [ 6 ]             |